# Philippe Pozzo di Borgo
Philippe Pozzo di Borgo (14 de febrero de 1951 - 1 de junio de 2023) fue un empresario francés corso que fue director de Pommery y propietario del histórico hôtel particulier heredado en París.

## Biografía
Philippe era el segundo hijo del duque francés Pozzo di Borgo y la marquesa de Vogue. La familia noble se remonta al siglo XVI. Después de completar su educación, comenzó a trabajar en la industria del champán. Antes de ocupar el cargo de director de Pommery, Philippe fue gerente de Moët & Chandon.
Philippe di Borgo quedó tetrapléjico en 1993 tras un accidente de parapente. Debido a su discapacidad, intentó suicidarse envolviéndose un tubo de oxígeno alrededor del cuello.
En julio de 2012 fue nombrado Caballero de la Legión de Honor.
Pozzo di Borgo murió el 1 de junio de 2023, a la edad de 72 años.

## En la cultura popular
La historia de Philippe y su asistente argelino, Abdel Sellou, se contó en un documental de 2003, A la vie, à la mort. Su historia también fue adaptada en las películas biográficas Intocables (2011), y las remakes india, argentina y estadounidense, respectivamente, Oopiri (2016),  Inseparables (2016), y The Upside (2017). Estas películas se basaron en sus memorias de 2001, A Second Wind .